# مارفن هاربر
مارفن هاربر (بالإنجليزية: Marvin Harper)‏ هو لاعب هوكي الحقل جنوب أفريقي، ولد في 1 نوفمبر 1985.

## وصلات خارجية
- مارفن هاربر على موقع الاتحاد الدولي للهوكي (الإنجليزية)
- مارفن هاربر على موقع أوليمبيديا (الإنجليزية)